# Vergaertpolder
De Vergaertpolder is een polder ten oosten van Philippine, behorende tot de Polders in de vaarwegen naar Axel en Gent, in de Nederlandse provincie Zeeland. 
Reeds in 1878 was er een voorstel om 185 ha schor in het Sassche Gat in te mogen dijken, maar dit stuitte op bezwaren in verband met de gevolgen voor de haven van Philippine. In 1881 werd voorgesteld om de haven van Philippine naar het westen te verplaatsen. Dit plan werd verlaten, daar de gemeente Philippine de kosten niet kon dragen. Uiteindelijk werd in 1883 een gewijzigd plan voorgesteld, waarbij in een spuiboezem was voorzien. In 1884 kwam de polder gereed, en deze is genoemd naar één der eigenaren, A. Vergaert. De polder heeft een oppervlakte van 201 ha.
In 1900 kwam de spuikom gereed, en ook het Philippinekanaal, waardoor de toegang tot de vissershaven weer voor decennia verzekerd was.